# Владимир Гаджев (журналист)
Вижте пояснителната страница за други личности с името Владимир Гаджев.
Владимир Марков Гаджев (р. 29 март 1944 г.) е български музикален критик и журналист, познавач на историята, развитието и тенденциите в български джаз.

## Биография
От началото на професионалната си кариера през 60-те години на 20. век Гаджев следи отблизо възраждането, развитието и проблемите на българския джаз. Дългогодишен кореспондент е на специализирани музикални списания в Германия, Чехословакия и Полша (Jazz Forum).
В средата на 70-те години е ангажиран с преподаване в Българската държавна консерватория, а от началото на 90-те години е един от първите преподаватели в Нов български университет, където води курсове по социология на музиката и история на джаза. Преподавател по история на джаза и попмузиката в Националното музикално училище „Любомир Пипков“ в София.

## Творчество
Гаджев е автор на обширна оперативна критика и множество проблемни статии върху съвременния български джаз, както и на множество портрети на творци в тази област.

### Монографии и биографии
- A LOVE SUPREME. Веселин Николов и неговите Бели, зелени, червени. София, Аб Издателско ателие, 2004, 299 с. (ISBN 954737446)[2]
- Джазът в България. Българите в джаза + CD. София, „Изток-Запад“, 2010, 512 с. (ISBN 978-954-321-751-9)[3][4]
- Седемте изкушения на „Златния Орфей“. София, „Изток-Запад“, 2011 (ISBN 978-954-321-840-0)[5]
- Когато Западът среща Изтока. София, „Изток-Запад“, 2012, 198 с. (ISBN 978-619-152-084-8)[6][7]
- Теодосий Спасов. Преследващият звуци. София, „Изток-Запад“, 2012, 216 с. (ISBN 978-619-152-109-8)[8][9]
- Щрихи към портрета на Никола Гюзелев. София, „Стефан Добрев“, 2016, 144 с. (ISBN 978-619-7050-25-7)[10]
- Милчо Левиев: Артистът не е самотен остров. София, „Колибри“, 2019, 344 с. (ISBN 978-619-02-0414-5)[11][12]
- Манол Цоков. Джазът – мисия на един живот. София, „Изток-Запад“, 2020.[13]

### Енциклопедии
- Илюстрована енциклопедия на музикалните инструменти (в съавторство с Божидар Абрашев). София, Кибеа, 2000, 320 с. (ISBN 9544742241)